# Nuova Guinea Occidentale
La Nuova Guinea Occidentale è la parte occidentale dell'isola di Nuova Guinea amministrata dall'Indonesia, e si divide nelle province di Papua, Papua Occidentale e Papua Sud-Occidentale. La provincia di Papua confina a est con lo stato indipendente di Papua Nuova Guinea.

## Altri nomi
Nel tempo molti nomi hanno designato questa parte dell'isola: Nuova Guinea Olandese (1895 - 1º ottobre 1962), Nuova Guinea dell'Ovest (1º ottobre 1962 - 1º maggio 1963), Irian Occidentale (1º maggio 1963 - 1973) e Irian Jaya (1973 - 2002). Il nome Irian Jaya, coniato dal presidente Suharto, può essere approssimativamente tradotto in "Glorioso Irian". Piuttosto diffusa è la credenza che Irian sia un acronimo per "Ikut Republik Indonesia Anti Nederland", ossia "aggregati alla repubblica indonesiana contro gli olandesi". Alcune fonti attestano però che il termine Irian fosse già usato in alcuni dialetti locali per riferirsi alla terra madre.

Bandiera non ufficiale di Papua Occidentale utilizzata dai gruppi separatisti locali

Molti abitanti dell'isola e organizzazioni internazionali si riferiscono al territorio come Papua Occidentale, che è contemporaneamente il vocabolo utilizzato dai gruppi separatisti per riferirsi all'intera parte indonesiana dell'isola e quello usato dalla provincia di Papua Barat per identificare sé stessa.

## Storia
Nel 1858 si svolse una spedizione per la scoperta delle coste meridionali e settentrionali dell'isola.
La Nuova Guinea Occidentale fu annessa dall'Indonesia attraverso il controverso Atto di Libera Scelta del 1969. Durante la presidenza di Suharto, dal 1965 al 1998, la politica indonesiana fu giudicata fortemente repressiva e l'area fu trascurata dai piani di sviluppo indonesiani. L'annessione è considerata controversa da parte di molte ONG, membri del Congresso degli USA e anche da parte delle popolazioni indigene del territorio.
Da quando l'Indonesia ha preso il controllo di questa regione nel 1963, rilevandolo dal governo coloniale olandese, si stima che oltre 100 000 papuani siano morti in atti di distruzione, tortura, violenza e sparizione imputabili al governo centrale indonesiano. Una lunga campagna di pulizia etnica ha causato migliaia di rifugiati e di conseguenza i papuasi rischiano di diventare una minoranza etnica nella propria terra.
Durante il periodo cosiddetto delle Riforme, dal 1998 al 2001, Papua e altre province indonesiane ricevettero una forte autonomia. Nel 2001 una legge garantì uno status di "Autonomia Speciale" a Papua, sebbene in molti aspetti questa autonomia non sia stata dovutamente sviluppata.
Nel 2003 il governo indonesiano annunciò la divisione di Papua Occidentale in tre province: Papua, Irian Jaya Centrale e Irian Jaya Occidentale. La forte opposizione a questo piano di divisione creò una situazione di forte confusione dal punto di vista legale e amministrativo. In ogni caso la provincia di Irian Jaya Occidentale fu istituita ufficialmente il 6 febbraio 2003. Nel novembre 2004 un tribunale indonesiano ha sentenziato che la divisione violava le leggi sull'autonomia della provincia di Papua, tuttavia, poiché la provincia di Irian Jaya Occidentale era già stata istituita, essa doveva rimanere separata dalla provincia di Papua. Il tribunale, inoltre, ha vietato la creazione della provincia di Irian Jaya Centrale, in quanto l'istituzione di tale provincia non era stata ancora formalizzata. La divisione è in linea con la tendenza generale delle scissioni provinciali che si sta verificando in tutte le parti dell'Indonesia nell'era post-Suharto. Il 7 febbraio 2007 il nome della provincia di Irian Jaya Occidentale fu ufficialmente cambiato in Papua Occidentale.
Gli uomini di alcune tribù indossano il koteka.